# ハイパーインフレーション (漫画)
『ハイパーインフレーション』は、住吉九による日本の漫画。精巧な贋札を身体から産み出す特殊能力を得た被差別人種の少年が、囚われた姉を救い出すため、強大な帝国や奴隷商人と経済的攻防戦を繰り広げる。『少年ジャンプ+』（集英社）にて2020年11月27日から2023年3月17日まで隔週金曜日更新にて連載された。
「少年ジャンプ＋」超速！連載グランプリ2019で読者投票によりゴールドグランプリ（大賞）を獲得し、連載と単行本化が決定した。連載グランプリ版は全3話で、第1話は2021年5月14日に番外編として本編休載時に再掲載された。2022年にはアニメーションPVが配信された。

## あらすじ
文化や科学力に優れた近代的な超大国ヴィクトニア帝国が君臨する世界。かつて帝国の奴隷狩りによって両親を失った被差別民族ガブール人の少年ルークは、奴隷狩りが禁止された現在、商業活動が自分たちを救う道と信じ、帝国語や経済を独学で学ぶ。そして金の含有量を落とした偽のガブール人金貨を使ってヴィクトニア人を騙すなどして生計を立てていた。そんな折、強欲な奴隷商人グレシャムにより違法な奴隷狩りが行われ、ルークの集落が襲われる。最愛の姉で、巫女という集落の指導者でもある姉ハルを筆頭にルークも捕まる中、ガブール人の神は生殖能力と引き換えに、帝国で流通する一万ベルク札を際限なく生み出す能力をルークに与える。その紙幣は完全に本物と同じであったが、一方で通し番号がまったく同じという欠点もあった。ルークは得た力と、持ち前の経済知識などを駆使して、囚われた姉ひいてはガブール人を救うために帝国に挑む。

## 登場人物

### 主要人物
ルーク
本作の主人公。12歳（物語開始時）。ガブール人。
経済知識に長けた被差別民族の少年。物語冒頭、ガブール人が信仰する神によって生殖機能を失う代わりに、ヴィクトニア帝国紙幣の贋札を身体から生み出せるという特殊能力を授けられる。大人相手でも交渉や騙し合いを仕掛けられるほどの頭の良さと大胆不敵さを持つ。レジャットによってガブール人の救世主に祭り上げられ、拐われた姉を救う目的の傍らで、ガブール人全体を救うために奔走する。通し番号が同じという能力の欠点にもいち早く気づき、欠点を補うために様々な策を練る。
かつて帝国の奴隷狩りによって両親を失い、最愛の姉ハルと生きてきた。亡き父の教えに従い、経済を中心とする帝国の知識を得て、最終的には産業を起こしてガブール人が経済的に自立し、自治独立を勝ち取ることを夢見る。
グレシャム
帝国の奴隷商人。「グレシャム商会」代表。
肥満体の50代の中年男性。強欲な守銭奴で、自己の利益のためなら泣き脅しでも駄々でも何でも行い「大きな赤ちゃん」なる異名を持つ。帝国の大商人として商才や判断能力に優れ、駆け引きにも長ける。人や物を無意識に鑑定して金額で判断する癖があるが自分自身の事は無価値としており、カネのためには体に障害の残る大怪我を負うことも厭わない。作中途中でルークに商機を見出して手を組むが、その方がより多くの利益を見込めるならば、いつでもルークを裏切るつもりでおり、油断ならない。一方でレジャットの差し金で多額の借金を負って商会が倒産するなどの事態に見舞われても極めてポジティブに捉えて行動し、その人となりはルークにも影響を与える。
物語序盤、違法な奴隷狩りを行ってルークの集落を襲い、捕らえた彼の姉ハルを売り飛ばす。当初はルークの明確な敵であったが、後に正体を現したレジャットの思惑も絡んで、ルークと手を組み、共に行動するようになる。
レジャット
ガブール人。実は帝国秘密情報部の諜報員。
聡明かつ精悍な壮年男性。近接戦闘や銃器の腕前も高く戦闘能力に長ける。最初にルークの聡明さに気づいた人物で、彼をガブール人の救世主に仕立て上げ、行動する。しかし、その正体は帝国の諜報員であり、帝国に厚い忠誠を誓っている。帝国生まれのガブール人としてプリミティブなガブール人の思想や習慣にも否定的。早い段階でルークの偽札を生み出す特殊能力にも気づき、帝国経済を守るために様々な手を打つ。実は本気でガブール人の救世主伝説を信じており、幼少より自分が救世主（世界を守る者）になることを望んでいる。そのためにルークには嫉妬も含んだ愛憎の混ざった感情を持つ。
物語序盤、ガブール人の土地で救世主伝説の調査中に、グレシャムの奴隷狩りに巻き込まれる。生還するため反乱を企画し、同じく捕まっていたルークと知り合う。当初はルークの協力者として行動するが、その特殊能力を知ると諜報員としての正体を現し、帝国を守るために敵対する。特に早い段階で通し番号が同じという能力の欠点に気づき、番号を知るために様々な対抗策を行い、偽札に「ハイパーノート」と名付ける。
ダウー
ガブール人。
野生児で、巨大な体躯の女性。赤子の時分に森に捨てられたが、野生児として育ち、ガブール人の神の恩恵（世界最強の生殖能力）もあって身体能力に優れた身体を持つ。しかし、言葉は話せず、ガブール人や帝国人を見境なく襲う。大の男5人程度では銃を持っていても一方的に蹂躙するだけの近接戦闘力を持つ。経緯は不明だがもともとハルとは接しており、唯一彼女には懐いている。
物語序盤、グレシャムの奴隷狩りにおいて捕まり、他の野生動物などと同じ見世物として檻に入れられていた。のち、ルークに助けられ、偶然ハルの匂いがするものがあったことなどから、懐かれるようになる。物語の進展に伴い、言葉や社会性などを獲得していき、やがてルークに恋心を抱くようになる。しかし、最初はそれも理性で理解できていないために即性欲に結びつき、ルークを襲うような形になってしまう。
ハル
ルークの姉。ガブール人の指導者である巫女。
お淑やかな性格の美人。ガブール人の集落を指導者である巫女の地位におり、天性のカリスマ性がある上、弟ルークと同じく頭脳明晰で大胆不敵さも併せ持つ。物語冒頭においてグレシャムの奴隷狩りにあって捕まるが、その美しさにより特別扱いされ、他の奴隷よりも先んじて本国へ送られる。その後、ゼニルストン自治領に売られていたことがわかるが、イェルゴーらを上手くいなして渡り合い、同地のガブール人の指導者的な存在になっている。

### ルークの協力者
帝国経済を人質に取るためにルークが計画した大規模な偽札製造計画の協力者たち
フラペコ
グレシャムの部下。眼鏡の壮年の優男。優秀な頭脳を持ち、グレシャムの右腕として彼を的確に補佐する。裁縫、料理、修理、ハンドサインと様々な技能を持つ。出自は戦争で経済破綻した国の良家の子息で、一瞬で金が無価値になった経験から、貨幣を信用していない。不遇時代に拾ってもらった恩義からグレシャムに強い忠誠心を抱く一方で、一緒に行動する内にルークにも惹かれるようになる。グレシャムの心理を完全に理解しているために、時には彼を騙しながら、彼が破滅しないよう気を揉む。
クルツ
帝国本国で活動するガブール人の金貸し。裏社会にも通じた老練な老爺。元ゼニルストン自治領の奴隷出身という出自で、自治領外の農場に売られた後、帝国の奴隷解放を受けて自由民となる。その後、金貸しとして成功し力を持つ。誘拐された娘を助け出された縁でルークと知り合い、ガブール人として彼を経済的・人的に全面バックアップする。
ルークに厚い信仰心を抱く一方で、彼の優しさも熟知しており、それゆえに裏方に接し、彼に秘密で裏切り者の殺害などを行う。
ビオラ
高級娼婦。元画家。
男勝りの妙齢の美女。元は優れた画家であったが、写真の登場によって画家を廃業し高級娼婦になったという経歴を持つ。現役時代は、「贋札殺し」によって大量の処刑者が出た、偽造しやすかった旧1万ベルク札に抗議するためのプロバガンダ紙幣を製造して、新1万ベルク札の発行に貢献したという逸話を持つ。しかし、実際には「贋札殺し」に芸術家として強い憧れを持つものの、実際に会った彼がブサイクであったことに幻滅して逆恨みし、プロパガンダ紙幣の製造を行っていた。そして最終的に彼のデザインした新1万ベルク札に完全な敗北感を抱いて画家を辞めていた。しかし、芸術家として功名心は衰えてはおらず、最終的にはルークの誘いに乗り、「贋札殺し」の鼻を明かすために偽札原版の製作に関わる。気分が高揚すると「粋～！」と唸る癖がある。
紙職人たち
3人組の手漉き紙の職人。工業化によって機械漉きが主流となる中でも手漉きに拘るために経済的に疲弊し、多額の借金を負っていた。借金の相手がクルツであったために、ルークの大規模な偽札製造計画が始動すると、クルツによって招聘される。「1万ベルク札」の透かしを再現すると共に、紙全般に詳しい。職人の意地として偽札製造には乗り気で、ビオラと共に偽札製造の中核を担い、最後までルークに協力する。特に終盤ではより高度な紙の修復技法を編み出す。
貸出馬車の店長
本名不明。ルークらが帝国本土に上陸した地点近くの街で貸出馬車を営む男。クルツの娘の誘拐犯たちが馬車を利用していたために、誘拐事件に間接的に関与することとなり、後に偽札製造計画が始動すると、当局から足が付くことを恐れたクルツによって誘拐され、本拠地に監禁される。クルツからは1年後にはすべて弁済の上、資産の2倍の利子もつけると約束される。物語中盤の本拠地での攻防戦の頃までにはルークらの協力者となっており、ビオラや紙職人らの脱出に協力する。

### ヴィクトニア帝国政府
コレット
帝国秘密情報部の諜報員。レジャットの部下。
小柄な若い女性。二丁拳銃の使い手であり、射撃の腕は一流。銃器は腕力に関係しないために人を平等にしたという持論を持ち、あらゆる人間が銃を持つ平等な世界を目指している。人よりも銃が好きという性分。すべてが正反対の同僚のヨゼンには公然と嫌っているような態度をとるものの、忠実なレジャットの部下として任務時は協力する。
ヨゼン
帝国秘密情報部の諜報員。レジャットの部下。
大柄な体格な男性。極東の島国出身で刀を武器とし、リーゼントのような髷が特徴。偶然から帝国にたどり着き、そのまま興味を持ったレジャットに諜報員として採用される。一流の剣術使いで、既に剣技は時代遅れとみなされている中にあって、銃器相手でも対等に渡り合う。いずれ帝国の情報を持って故国に帰りたいと考えている。
「贋札殺し」
紙幣局の局長。本名不明。
天才芸術家である中年の醜男。造幣に造詣が深く、紙の製造から版画技術まで詳しく、さらには舌触りと味覚で紙幣の真偽を判定できる技能を持つ。かつて政府と協力して偽札事件の解決に貢献し、以降25年間で313人の人間を絞首刑に追い込んだことから「贋札殺し」を異名を持つようになる。また、紙幣局の局長となると、それまで粗悪であった「1万ベルク札」に代わり、自身が持つ知識と技術を凝らした新「1万ベルク札」を流通させ、現在の帝国経済に貢献する。「醜い容姿と醜い心を持った人間だけが本当に美しい作品を生み出せる」という持論と「美しい容姿を持つ者と自分より才能を持っている者は全員死ねばいい」という歪んだ思想を持つ。偽札事件解決に協力したのも、偽札を作れるほどの才能ある芸術家らを殺すためであった。
首相（庶民院議長）
帝国政府の首班。本名不明。
逞しい髭の中年男性。有識者や大臣らと共に内閣の会議を主催し、レジャットによって持ち込まれたハイパーノート案件の対応協議を行う。他の閣議メンバーらと同じく決して無能ではないが、常識の範疇で思考するために、レジャットの有用な対抗策を掣肘する形になってしまい、ルークの策に翻弄される。

### ゼニルストン自治領
イェルゴー
大規模農園の息子。自治委員。ガブール人を同じ人間だとは微塵も思っていない傲岸な青年。物語終盤で登場し、父親に代わって自治委員会に加わる。以降、自治領の代表者的存在としてルークらと交渉するが、相手を人と思っていないがゆえに会談の前提からして噛み合わない。最終的にはルークらに協力することを約束するが、初めから守ろうとは微塵も考えていない。

### その他
ガブール人首長
本名不明。ルークらとは別集落の首長。早くから帝国に協力することで経済的に裕福となったガブール人集団の長で、金のためなら同じガブール人であっても売る。物語序盤にグレシャムと組んで、ルークらへの奴隷狩りを主導して行う。最終的には檻から出たダウーに頭を潰され死亡する。
3人組の誘拐犯
身代金目的でクルツの娘を攫った3人組。3人とも間抜けで、予測不可能な非合理的な行動を行い、それにゆえにルークの知略が通用せず、彼からある意味でグレシャムやレジャットよりも手強いと評される。最終的にはルークの策で仲間割れを起こし、捕まる。その後、ハルをゼニルストン自治領に輸送したことを明かす。
後にルークらが大規模な偽札製造に乗り出すと、先の誘拐事件から当局に足が付くことを危惧したクルツによって誘拐され、そのまま殺害される。

## 用語
ヴィクトニア帝国
物語世界における覇権国家。工業化が進んだ近代国家として描かれ、内政は議会と内閣によって行われる。世界経済の中心地で、金本位制による1万ベルク札が流通する。
かつては奴隷制によってガブール人奴隷が多くいたが、人権意識の向上によって奴隷解放がなされた。公式にはガブール人は自由民になっているものの、彼らに対する差別意識も根強い。
ゼニルストン自治領
帝国本土内にある農業を主要産業とする地域。複数の大規模農園の農場主たちからなる自治委員会によって運営され、帝国の法令も効かず、半ば独立国家の様相を呈する。主要産業が人手が必要な農業ゆえに、未だに奴隷制が残っており、多くのガブール人が劣悪な環境で使役されている。
ガブール人
帝国本土とは別大陸に住まう被差別民族。白い髪と赤い瞳、やや尖った耳が特徴で、土着の「ガブール神」を信仰する。かつては帝国の奴隷狩りにあっていた。ルークらの集落は未発達でプリミティブな文化風俗だが、積極的に帝国に協力して裕福な生活を送るガブール人集落もある。
古くより救世主伝説があり、選ばれた少年はガブール神から特殊能力を授けられ、ガブール人を救うとされている。
ガブール神
ガブール人に信仰される神。実はすべてのガブール人に生殖能力を与えるという形で恩恵を与えているが、生物として当たり前のことと思われており、知られていない。時に、強い願いに応じて、生殖能力の代わりに身体から特定の物品を生み出す特殊能力を与える。作中ではルークの「紙幣」以外に、過去に「マスケット銃」「ペスト菌」の能力を与えたことも明かされている。これら能力で生み出させるものは顕微鏡で見るレベルで必ず完全同一という特徴があり、紙幣の場合は通し番号が同じという欠点につながっている。また、生み出す能力は射精の比喩的に描写される。
1万ベルク札
帝国で流通する主要紙幣。かつては偽造しやすい粗悪品であったが、「贋札殺し」によって現代技術の粋を凝らした精巧な紙幣となる。
ハイパーノート
レジャットによって名付けられたルークの能力で生み出された「1万ベルク札」の通称。精度は本物と全く見分けがつかない程に精巧であるが、紙幣に印字された製造番号も全て「4370953」であり、この番号を能力で違うものに変更することはできない。そのため、この欠点に気づかれる、かつ、番号を知られると贋札であることを看破されてしまう欠点がある。

## 作風
ライターのaillによると、本作は「経済の歴史や仕組みを漫画の中で学べ」、「それらを土台に」話が展開されていく作品となっている。本作の魅力は真面目な場面のほか、「シリアスな場面の合間に挟み込まれるシュールなギャグ要素」、個性的な登場人物であるという。

## 評価
ジャンププラス編集部は、連載グランプリの講評において「1話1話のヒキ」「読者を驚かせる仕掛け」「続きが気になる展開」を評価し、主人公に強い目的意識があることで読者に評価されグランプリに繋がったのではないかとした。課題として説明過多である点を指摘した
2021年8月、「次にくるマンガ大賞2021」Webマンガ部門にて、6位を獲得。同年12月、「このマンガがすごい!2022」オトコ編にて、11位に選ばれている。2023年3月、第6回「アニメ化してほしいマンガランキング」では1位を獲得。

## 反響
2022年3月4日、本作の第32話が『少年ジャンプ+』にて公開され、Twitterでトレンド入りを果たす。同日にはタイザン5の『タコピーの原罪』、松本直也の『怪獣8号』も公開されており、注目度の高い2作とともにトレンド入りとなった。ライターの宇多田イタチによると、本作は「ストーリー展開や魅力的なキャラ」により、人気を得ているという。読者から「頭脳戦のレベル」や「下ネタと心理戦が絶妙なバランス」について評価する意見が挙げられている。
同年3月18日に第33話が公開された際にもトレンド入りを果たし、公式Twitterアカウントによれば本作の「史上最速でのトレンド入り」であるという。

## 書誌情報
- 住吉九『ハイパーインフレーション』集英社〈ジャンプ・コミックス〉、全6巻
  1. 2021年4月2日発売[6][11]、ISBN 978-4-08-882620-2
  2. 2021年9月3日発売[12]、ISBN 978-4-08-882714-8
  3. 2021年12月3日発売[13]、ISBN 978-4-08-882851-0
  4. 2022年5月2日発売[14]、ISBN 978-4-08-883077-3
  5. 2022年10月4日発売[15]、ISBN 978-4-08-883274-6
  6. 2023年5月2日発売[16]、ISBN 978-4-08-883476-4